# Ksa (krater)
Ksa – krater na powierzchni Tytana, księżyca Saturna o średnicy 29 km, położony na 14° szerokości północnej i 65,4° długości zachodniej. Decyzją Międzynarodowej Unii Astronomicznej 11 października 2006 roku został nazwany od Ksa, boga mądrości indiańskich plemion Lakotów i Oglala.
Krater Ksa po raz pierwszy został zaobserwowany w 2006 roku przez sondę Cassini. Jest on otoczony charakterystycznym dla Tytana systemem wydm, przypominających piaskowe wydmy w Egipcie i Namibii.